# Pascale Lazarus
Pour les articles homonymes, voir Lazarus.
Pascale Lazarus est une compositrice française née le 22 octobre 1966 à Amiens.

## Biographie
Pascale Lazarus naît le 22 octobre 1966 à Amiens,. Elle passe son enfance dans un petit village de Picardie, Beaucamps-le-Vieux, où elle découvre la musique et le piano auprès de Madame Cambreling (mère du chef d'orchestre Sylvain Cambreling). 
Elle étudie ensuite au Conservatoire d'Amiens, puis intègre le Conservatoire de Paris, où elle obtient une première médaille de solfège spécialisé en 1982, avant de travailler l'harmonie et le contrepoint avec Roger Boutry et Bernard de Crépy.
À l'issue de son baccalauréat, elle délaisse la musique pour des études scientifiques, s'inscrit à l'Université de technologie de Compiègne, obtient un diplôme d'ingénieur en 1990 et un DEA dont le stage se déroule à l'IRCAM, ce qui lui permet de renouer avec le milieu musical. Elle épouse le scientifique et chercheur Francis Lazarus et prépare le Certificat d'aptitude (CA) de formation musicale.
Au gré des affectations successives de son mari, Pascale Lazarus occupe plusieurs postes, travaille l'improvisation jazz à Tarrytown, aux États-Unis, et de retour en France enseigne au Conservatoire de Poitiers de 1997 à 2005. Installée ensuite à Grenoble, elle reprend des études de composition et obtient un DEM du Conservatoire de la ville, dans la classe d’Arnaud Petit.
En 2015, avec son quatuor à cordes Prélude et Montagne bleue, elle est lauréate du prix du public au concours Vedrarias de Verrières-le-Buisson.
Comme compositrice, elle « puise souvent son inspiration dans les mouvements de la nature » et se préoccupe de la place des femmes dans la création musicale, sujet de son mémoire de fin d'études au Conservatoire de Grenoble, intitulé « Être une femme et composer ». Dans ce dernier, elle se réfère à Simone de Beauvoir, Virginia Woolf, Pierre Bourdieu, y rencontre les pensées de Betsy Jolas et Florentine Mulsant, s'interroge en tant que femme et compositeur, et déclare que « créer, c'est tricoter son être ».

## Œuvres
Parmi ses compositions, figurent notamment :
- Pour Riina, musique du spectacle Pa'ha, chorégraphie de Riina Koïvisto, 2004
- Enfance, pour orchestre symphonique, 2004
- Fils et neige, pour ensemble à cordes, 2005
- La petite sorcière et la porte, pour harpe celtique, 2005
- Chauves-souris, pour harpe et flûte en sol, 2006
- Feuillages, pour 20 altos, 2007
- Le prophète, pour chœur mixte et récitant, 2008
- Sous-bois, pour orchestre d'harmonie, 2009
- Arborescences, pour mezzo-soprano, piano, percussions et récitant, 2009
- Le Roi Mikado, opéra de poche, 2011
- Flat torus, musique électroacoustique, 2012
- Montagne bleue, pour quatuor à cordes, 2012